# Yaqut al-Hamawi
Yāqūt Shihāb al-Dīn ibn-'Abdullāh al-Rūmī al-Hamawī (n. 1178, Constantinopol, Imperiul Roman de Răsărit – d. 20 august 1229, Alep, Siria) (în arabă ياقوت الحموي الرومي)  a fost un călător, istoric, enciclopedist și geograf cunoscut pentru marea sa „geografie”, Mu'jam ul-Buldān, o enciclopedie a islamului scrisă la sfârșitul Califatului Abbasid care a fost o operă nu numai de geografie, dar si o sursă însemnată de informații biografice, istorice și literare  